# Prasinocyma sororcula
Prasinocyma sororcula là một loài bướm đêm trong họ Geometridae.